# 纳达塔拉
纳达塔拉（Nadathara），是印度喀拉拉邦Thrissur县的一个城镇。总人口12593（2001年）。

## 人口
该地2001年总人口12593人，其中男性6198人，女性6395人；0—6岁人口1371人，其中男699人，女672人；识字率83.77%，其中男性为85.53%，女性为82.06%。